# Втрати 80-ї десантно-штурмової бригади
У статті наведено подробиці втрат 80-ї окремої десантно-штурмової бригади Збройних сил України.

## Полонені
28 жовтня 2014 року з полону звільнено сімох військових бригади, трьох волонтерів та правозахисницю. 7 листопада того ж року з полону терористів було звільнено ще шістьох військовослужбовців.
Серед звільнених 27 грудня 2014 року — військовослужбовці бригади Козловський Євген Михайлович, Фарасей Юрій Олегович та Шевчук Андрій Дмитрович.
2 липня 2015 року, з полону терористів було звільнено військовослужбовця бригади Вадима Бабенка.
6 серпня 2015 року, з полону т. зв. «ДНР» було звільнено одного військовослужбовця бригади.

## Поіменний список
| п/п | Прізвище, ім'я, по батькові       | Військове звання  | Дата загибелі     | Опис |  |
| --- | --------------------------------- | ----------------- | ----------------- | --- |  |
| 1.  | Альберт Іван Збігнєвич            | Сержант           | 23 січня 2015     | Загинув у бою на першій лінії оборони аеропорту Донецька, перед тим підбив ворожий танк. |  |
| 2.  | Альошин Андрій Володимирович      | Старший сержант   | 14 липня 2014     | Загинув в бою поблизу м. Луганськ. |  |
| 3.  | Байненков Борис Михайлович        | Капітан           | 20 січня 2015     | Загинув під час оборони аеропорту м. Донецька. |  |
| 4.  | Гаврилюк Анатолій Петрович        | Прапорщик         | 5 вересня 2014    | Загинув в бою з російським диверсійним підрозділом поблизу с. Весела Гора на Луганщині. |  |
| 5.  | Боднар Сергій Володимирович       | Солдат            | 5 вересня 2014    | Загинув в бою з російським диверсійним підрозділом поблизу с. Весела Гора на Луганщині. |  |
| 6.  | Бражнюк Віктор Михайлович         | Молодший сержант  | 5 вересня 2014    | Загинув в бою з російським диверсійним підрозділом поблизу с. Весела Гора на Луганщині. |  |
| 7.  | Бродяк Степан Миколайович         | Молодший сержант  | 5 вересня 2014    | Загинув в бою з російським диверсійним підрозділом поблизу с. Весела Гора на Луганщині. |  |
| 8.  | Боднарюк Олександр Васильович     | Молодший сержант  | 20 січня 2015     | Загинув під час оборони аеропорту м. Донецька. |  |
| 9.  | Бузенко Володимир Петрович        | Солдат            | 19 січня 2015     | Загинув під час оборони аеропорту м. Донецька. |  |
| 10. | Буряк Віталій                     | Солдат            | 14 липня 2018     | Трагічно загинув під час відпустки. |  |
| 11. | Воробель Іван Володимирович       | Солдат            | 5 вересня 2014    | Загинув в бою з російським диверсійним підрозділом поблизу с. Весела Гора на Луганщині. |  |
| 12. | Веклич Олег Петрович              | Солдат            | 8 квітня 2016     | Помер в результаті хвороби. |  |
| 13. | Воронюк Артем Юрійович            | Солдат            | 1 березня 2016    | Загинув поблизу с. Тошківка Попаснянського району на Луганщині. |  |
| 14. | Валявський Ілля Васильович        | Солдат            | 17 червня 2014    | Загинув у підбитому БТР під час бою під Металістом на Луганщині. |  |
| 15. | Галай Андрій Миколайович          | Солдат            | 21 липня 2014     | Загинув в результаті підриву бронетранспортера у Луганській області. |  |
| 16. | Геш Євген Іванович                | Солдат            | 29 жовтня 2014    | Загинув в бою з російськими бойовиками в районі с. Сокільники (Новоайдарський район) на Луганщині. |  |
| 17. | Грецький Руслан Федорович         | Прапорщик         | 20 листопада 2014 | Загинув ввечері у м. Дружківка (Донецька область) від випадкового пострілу з підствольного гранатомету ГП-25, який був зроблений солдатом роти вогневої підтримки 3-го батальйону.                                                  |  |
| 18. | Грицан Андрій Володимирович       | Солдат            | 20 січня 2015     | Загинув під час оборони аеропорту м. Донецька. |  |
| 19. | Грошев Олександр Іванович         | Солдат            | 20 січня 2015     | Загинув під час оборони аеропорту м. Донецька. |  |
| 20. | Гунько Степан Романович           | Солдат            | 26 серпня 2014    | Загинув під час обстрілу з БМ-21 «Град» аеропорту м. Луганськ. |  |
| 21. | Ґудзик Дмитро Васильович          | Солдат            | 19 січня 2015     | Загинув під час оборони аеропорту м. Донецька. |  |
| 22. | Давидов Ярослав Олегович          | Солдат            | 1 липня 2014      | Загинув від снайперського пострілу під час виконання завдань на блокпосту поблизу м. Слов'янська Донецької області. |  |
| 23. | Дацюк Юрій Анатолійович           | Солдат            | 19 січня 2015     | Загинув під час оборони аеропорту м. Донецька. |  |
| 24. | Демчук Вадим Володимирович        | Солдат            | 20 січня 2015     | Загинув під час оборони аеропорту м. Донецька. |  |
| 25. | Диня Юрій Йосипович               | Солдат            | 11 березня 2016   | Помер від поранень після демобілізації. |  |
| 26. | Диняк Олександр Петрович          | Солдат            | 8 березня 2016    | Загинув під час несення служби в районі с. Денежникове, Новоайдарський район, Луганська область. |  |
| 27. | Дзюбан Максим Мирославович        | Солдат            | 31 серпня 2014    | Загинув під Георгіївкою. |  |
| 28. | Діяконюк Іван Васильович          | Сержант           | 14 липня 2014     | Загинув в бою поблизу м. Луганська. |  |
| 29. | Добровольський Ігор Володимирович | Молодший сержант  | 16 серпня 2014    | Загинув під час артилерійського обстрілу у боях під селищем Красним на Луганщині. |  |
| 30  | Дуленко Олександр Сергійович      | Солдат            | 1 березня 2016    | Загинув внаслідок підриву на протитанковій міні поблизу смт Тошківка. |  |
| 31. | Доник Максим Вікторович           | Солдат            | 17 червня 2014    | Загинув у підбитому БТР в ході бою під Металістом на Луганщині. |  |
| 32. | Корнач Сергій Сергійович          | Солдат            | 5 вересня 2014    | Загинув в бою з російським диверсійним підрозділом поблизу с. Весела Гора на Луганщині. |  |
| 33. | Крисоватий Ігор Іванович          | Молодший сержант  | 17 червня 2014    | Загинув у підбитому БТР в ході бою під Металістом на Луганщині. |  |
| 34. | Леонтій Ілля Корнелійович         | Солдат            | 17 червня 2014    | Загинув у підбитому БТР в ході бою під Металістом на Луганщині. |  |
| 35. | Лемещук Іван Михайлович           | Сержант           | 5 вересня 2014    | Загинув в бою з російським диверсійним підрозділом поблизу с. Весела Гора на Луганщині. |  |
| 36. | Мігован Віктор Миколайович        | Сержант           | 17 червня 2014    | Загинув у підбитому БТР в ході бою під Металістом на Луганщині. |  |
| 37. | Мізунський Юрій Іванович          | Солдат            | 17 червня 2014    | Загинув у підбитому БТР в ході бою під Металістом на Луганщині. |  |
| 38. | Піцул Віктор Петрович             | Старший солдат    | 17 червня 2014    | Загинув у підбитому БТР в ході бою під Металістом на Луганщині. |  |
| 39. | Редькович Павло Миколайович       | Старший солдат    | 5 вересня 2014    | Загинув в бою з російським диверсійним підрозділом поблизу с. Весела Гора на Луганщині. |  |
| 40. | Тимощук Сергій Володимирович      | Солдат            | 31 серпня 2014    | Загинув під час боїв за Луганський аеропорт. |  |
| 41. | Федус Микола Миколайович          | Солдат            | 5 вересня 2014    | Загинув в бою з російським диверсійним підрозділом поблизу с. Весела Гора на Луганщині |  |
| 42. | Файфура Владислав Омельянович     | Старший лейтенант | 17 червня 2014    | Загинув у підбитому БТР в ході бою під Металістом на Луганщині. |  |
| 43. | Якобчук Володимир Вікторович      | Молодший сержант  | 17 червня 2014    | Загинув у підбитому БТР в ході бою під Металістом на Луганщині. |  |
| 44. | Драбик Тарас Васильович           | Сержант           | 31 серпня 2014    | Загинув у бою біля Георгіївки поблизу аеропорту м. Луганська. |  |
| 45. | Дудин Андрій Степанович           | Старший солдат    | 19 жовтня 2014    | Загинув під час мінометного обстрілу блокпосту № 32 на трасі «Бахмутка» в районі селища Сміле (Слов'яносербський район) Луганської області.                                                                                         |  |
| 46. | Зінич Ігор Вікторович             | Молодший сержант  | 20 січня 2015     | Загинув під час оборони аеропорту м. Донецька. |  |
| 47. | Зозуля Тарас Васильович           | Солдат            | 31 серпня 2014    | Загинув у бою біля аеропорту м. Луганська. |  |
| 48. | Іванов Євген Вікторович           | Капітан           | 31 серпня 2014    | Загинув у бою поблизу аеропорту м. Луганська. |  |
| 49. | Киян Володимир Петрович           | Капітан           | 3 вересня 2015    | Загинув під час проведення бойової операції поблизу м. Щастя в результаті підриву на вибуховому пристрої з розтяжкою. |  |
| 50. | Кісліченко Дмитро Валерійович     | Солдат            | 9 червня 2016     | Загинув внаслідок нещасного випадку. |  |
| 51. | Кльоб Микола Іванович             | Солдат            | 31 серпня 2014    | Загинув в бою за Георгіївку. |  |
| 52. | Ковальов Юрій Анатолійович        | Солдат            | 20 січня 2015     | Пропав безвісти у боях за аеропорт м. Донецька. |  |
| 53. | Ковальчук Віктор Євгенович        | Лейтенант         | 31 серпня 2014    | Загинув від смертельного поранення під час бою з російськими військовими формуваннями поблизу Георгіївки на Луганщині. |  |
| 54. | Козак Володимир Миколайович       | Старший солдат    | 20 січня 2015     | Загинув під час оборони аеропорту м. Донецька. |  |
| 55. | Колотило Олександр Ілліч          | Старший сержант   | 14 липня 2014     | Загинув в бою поблизу м. Луганська. |  |
| 56. | Коноплев Павло Костянтинович      | Солдат            | 14 липня 2014     | Загинув в бою поблизу м. Луганська. |  |
| 57. | Костирко Андрій Іванович          | Солдат            | 17 липня 2014     | Загинув під час обстрілу аеропорту м. Луганськ. |  |
| 58. | Крохмаль Назар Іванович           | Старший солдат    | 6 листопада 2014  | Загинув під час обстрілу російськими збройними формуваннями понтонної переправи біля смт Нижнє (Попаснянський район Луганська область).                                                                                             |  |
| 59. | Кулєба Тарас Степанович           | Солдат            | 16 серпня 2014    | Загинув під час артилерійського обстрілу у боях під селищем Красним поблизу м. Луганська. |  |
| 60  | Кушнір Юрій Іванович              | Солдат            | 18 січня 2015     | Загинув в аеропорту м. Донецька. |  |
| 61. | Лестуха Володимир Михайлович      | Солдат            | 9 січня 2015      | Трагічно загинув на Львівщині поблизу с. Підбірці Пустомитівського району. |  |
| 62. | Лі Артур Климентович              | Сержант           | 16 серпня 2014    | Загинув під час артилерійського обстрілу у боях під селищем Красним на Луганщині. |  |
| 63. | Ліщинський Павло Миколайович      | Солдат            | 30 серпня 2014    | Загинув під час обстрілу аеропорту м. Луганськ. |  |
| 64. | Луцик Леонід Петрович             | Солдат            | 19 грудня 2014    | Загинув поблизу м. Лисичанська (Луганська область) в результаті підриву на гранаті. |  |
| 65. | Мирчук Денис Віталійович          | Солдат            | 16 серпня 2014    | Загинув під час артилерійського обстрілу у боях під селищем Красним на Луганщині. |  |
| 66. | Бондар Олександр Володимирович    | Старший сержант   | 20 січня 2015     | Загинув в аеропорті м. Донецька. |  |
| 67. | Михайлов Сергій Вікторович        | Солдат            | 20 березня 2015   | Загинув під час обходу позицій ВОП поблизу шахти Пролетарської в результаті підриву на вибуховому пристрої з розтяжкою. |  |
| 68. | Моренюк Валер'ян Ярославович      | Солдат            | 31 серпня 2014    | Загинув у бою поблизу аеропорту м. Луганська. |  |
| 69. | Муравйов Владислав Миколайович    | Старший солдат    | 16 серпня 2014    | Загинув під час артилерійського обстрілу у боях під селищем Красним на Луганщині. |  |
| 70. | Невеличук Сергій Васильович       | Старший лейтенант | 1 лютого 2015     | Загинув під час артилерійського обстрілу з БМ-21 вогневих позицій підрозділів бригади в районі с. Передільське Донецької області.                                                                                                   |  |
| 71  | Одуха Андрій Миколайович          | Солдат            | 26 серпня 2014    | Загинув під час обстрілу з БМ-21 «Град» аеропорту м. Луганськ. |  |
| 72  | Пасевич Іван Григорович           | Старший лейтенант | 16 серпня 2014    | Загинув під час артилерійського обстрілу у боях під селищем Красним на Луганщині. |  |
| 73  | Пасельський Назар Миколайович     | Старший лейтенант | 14 серпня 2014    | Загинув у Новосвітлівці Луганської області під час артилерійського удару керованим спецбоєприпасом. |  |
| 74  | Пелехатий В'ячеслав Максимович    | Старший прапорщик | 10 червня 2014    | Загинув в результаті підриву вибухового пристрою з розтяжкою на стежці поблизу м. Слов'янська. |  |
| 75  | Пеприк Назар Володимирович        | Старший прапорщик | 16 серпня 2014    | Загинув під час артилерійського обстрілу у боях під селищем Красним на Луганщині. |  |
| 76  | Пилипчук Юрій Юрійович            | Старший лейтенант | 5 вересня 2014    | Загинув поблизу с. Весела Гора на Луганщині. |  |
| 77  | Подфедько Любомир Сергійович      | Солдат            | 1 січня 2015      | Загинув під час атаки російських бойовиків на новий термінал аеропорту м. Донецька. |  |
| 78  | Полицяк Петро Петрович            | Солдат            | 20 січня 2015     | Загинув під час оборони аеропорту м. Донецька. |  |
| 79  | Попадик Назарій Богданович        | Солдат            | 30 серпня 2014    | Загинув під час обстрілу аеропорту м. Луганськ. |  |
| 80  | Римар Ігор Миколайович            | Старший солдат    | 27 січня 2015     | Помер від важких поранень отриманих 9 січня під час атаки російських бойовиків на новий термінал аеропорту м. Донецька. |  |
| 81  | Розналевич Юрій Анатолійович      | Солдат            | 19 січня 2015     | Помер в результаті отриманого поранення під час підриву військової вантажівки «Урал» на радіокерованому фугасі поблизу смт Станиця Луганська. Перебував декілька днів у комі та помер 19 січня 2015 р., не приходячи до свідомості. |  |
| 82  | Самак Микола Миколайович          | Солдат            | 19 січня 2015     | Загинув під час оборони аеропорту м. Донецька. |  |
| 83  | Сачек Володимир Володимирович     | Старший солдат    | 7 грудня 2014     | Загинув в районі м. Щастя поблизу м. Луганська внаслідок мінометного обстрілу Луганської ТЕС російськими збройними формуваннями. |  |
| 84  | Свідерський Іван Іванович         | Молодший сержант  | 6 вересня 2014    | Помер від раніше отриманих поранень. |  |
| 85  | Симпович Роман Володимирович      | Солдат            | 27 вересня 2014   | Зник у бою під Веселою Горою. |  |
| 85  | Скаковський Роман Миколайович     | Старшина          | 27 вересня 2014   | Помер від раніше отриманих поранень. |  |
| 86  | Скляров Дмитро Сергійович         | Молодший сержант  | 20 січня 2015     | Загинув під час оборони аеропорту м. Донецька. |  |
| 87  | Слободян Едуард Геннадійович      | Молодший сержант  | 5 вересня 2014    | Загинув між селами Стукалова Балка та Цвітні Піски в результаті підриву бронетранспортера. |  |
| 88  | Смолярчук Василь Іванович         | Солдат            | 19 січня 2015     | Загинув під час оборони аеропорту м. Донецька. |  |
| 89  | Сова Іван Васильович              | Молодший сержант  | 5 вересня 2014    | Загинув біля с. Весела Гора під Луганськом в бою з російським диверсійним підрозділом. |  |
| 90  | Соломчук Володимир Володимирович  | Старший солдат    | 5 вересня 2014    | Загинув біля с. Весела Гора під Луганськом в бою з російським диверсійним підрозділом. |  |
| 91  | Ставський Віталій Миколайович     | Молодший сержант  | 31 серпня 2014    | Загинув у бою біля аеропорту м. Луганська. |  |
| 92  | Степула Руслан Іванович           | Солдат            | 5 вересня 2014    | Загинув біля с. Весела Гора під Луганськом в бою з російським диверсійним підрозділом. |  |
| 93  | Терещенко Володимир Григорович    | Старший лейтенант | 6 січня 2015      | Загинув в районі с. Піски (Ясинуватський район) поблизу Донецька, під час обстрілу великокаліберна куля пройшла крізь бронежилет військовослужбовця.                                                                                |  |
| 94  | Ткаченко Андрій Валентинович      |                   | 4 березня 2015    | Дату, місце й обставини смерті не уточнено. |  |
| 95  | Турчин Михайло Степанович         |                   | 5 вересня 2014    | У лютому 2016 рішенням Галицького райсуду був визнаний померлим. |  |
| 96  | Тюріков Олег Олександрович        | Молодший сержант  | 16 серпня 2014    | Загинув під час артилерійського обстрілу у боях під селищем Красним на Луганщині. |  |
| 97  | Філіпчук Ігор Венедиктович        | Старший сержант   | 8 липня 2014      | Загинув під час мінометного обстрілу блокпоста в районі с. Весела Гора поблизу м. Луганська. |  |
| 98  | Філь Олександр Олегович           | Солдат            | 16 серпня 2014    | Загинув в ході пошуково-ударних дій в зоні АТО. |  |
| 99  | Часовий Денис Вікторович          | Солдат            | 16 серпня 2014    | Загинув під час артилерійського обстрілу у боях під селищем Красним на Луганщині. |  |
| 100 | Чепелюк Володимир Миколайович     | Сержант           | 3 липня 2014      | Загинув на борту БТР від вибуху гранати. |  |
| 101 | Чернюх Віктор Ярославович         | Солдат            | 11 листопада 2014 | Загинув в бою під час виконання спецзавдання з виявлення та знешкодження диверсійних груп противника в районі с. Сокільники (Новоайдарський район) Луганської області.                                                              |  |
| 102 | Чигрин Олександр Іванович         | Сержант           | 21 липня 2014     | Загинув в результаті підриву бронетранспортера у Луганській області. |  |
| 103 | Чікал Юрій Дмитрович              | Солдат            | 31 липня 2014     | Загинув у с. Георгіївка Луганської області в результаті отримання осколкових поранень тіла та вибухової травми під час виконання бойового завдання.                                                                                 |  |
| 104 | Шевченко Василь Віталійович       | Солдат            | 25 квітня 2014    | Загинув в бою за Піски. |  |
| 105 | Шудравий Андрій Степанович        | Старший солдат    | 13 липня 2014     | Загинув в результаті підриву на міні поблизу м. Луганськ. |  |
| 106 | Шульга Максим Костянтинович       | Сержант           | 26 серпня 2014    | Загинув в ході ведення бойових дій в районі с. Новосветлівка Луганської області. |  |
| 107 | Ярмоліч Олександр Миколайович     | Молодший сержант  | 31 січня 2015     | Загинув під час обстрілу з РСЗВ «Град» ТЕС в м. Щастя Луганської області. |  |
| 108 | Черноус Володимир Миколайович     | Старший сержант   | 24 червня 2015    | Помер у госпіталі. |  |
| 109 | Шлімкевич Василь Андрійович       | Солдат            | 5 липня 2015      | Загинув на блокпосту в Луганській області |  |
| 110 | Борис Ігор Петрович               | Капітан запасу    | 10 липня 2015     | Помер за невідомих причин. |  |
| 111 | Якушко Анатолій Павлович          | Солдат            | 10 листопада 2015 | Загинув в результаті трагічного випадку під час несення служби поблизу с. Штормове Новоайдарського району. |  |
| 112 | Михайлюк Петро Тадейович          | Прапорщик         | 22 грудня 2015    | Загинув під час артилерійського обстрілу терористами. |  |
| 113 | Коханевич Сергій                  | Солдат            | 6 липня 2018      | Помер в результаті зупинки серця. |  |
| 114 | Руденко Сергій                    | Солдат            | 14 вересня 2018   | Помер в результаті інсульту. |  |
| 115 | Гаврилів Богдан Миронович         | Солдат            | 4 березня 2019    | Загинув поблизу с. Лебединське. |  |
| 116 | Костенюк Дмитро Степанович        | Старший сержант   | 29 березня 2019   | Загинув поблизу с. Широкине. |  |
| 117 | Забава Вадим Володимирович        | Старший сержант   | 3 червня 2019     | Загинув поблизу с. Широкине. |  |
| 118 | Свинарик Олег Олегович            | Солдат            | 7 листопада 2020  | Загинув поблизу с. Половинкине на Луганщині (причина смерті не повідомляється). |  |
|     |                                   |                   |                   | |  |

### 2022
- 26 лютого; старший лейтенант Дідух Тарас Володимирович
- 26 лютого; солдат Сметанський Вадим Олексійович
- 28 лютого; старший солдат Лісін Кирило Андрійович
- 9 травня; солдат Полянський Артем Ігорович
- 5 травня; старший солдат Саракуло Петро Юрійович
- 14 червня; старший лейтенант Перегуда Олег Степанович
- 20 липня; лейтенант Романенко Ігор Васильович
- 30 жовтня; старший солдат Урсулович Петро Володимирович

| п/п  | Прізвище, ім'я, по батькові               | Військове звання                                         | Дата загибелі    | Опис |
| ---- | ----------------------------------------- | -------------------------------------------------------- | ---------------- | --- |
| 119. | Поліщук Іванна Володимирівна              | Старший солдат                                           | 25 лютого 2022   | Загинула на другий день повномасштабного вторгнення м. Олешки. |
| 120  | Коверзнев Іван Юрійович                   | молодший лейтенант                                       | 2 березня 2022   | Загинув під час виконання бойових завдань у Запорізькій області на руках побратимів, тяжко поранений російськими військами. |
|      | Дребіт Анатолій Анатолійович              | Командир десантно-штурмового відділення                  | 2 березня 2022   | [ 17 ] [ 18 ] |
| 121  | Балюк Володимир Петрович                  | Головний сержант                                         | 5 квітня 2022    | Загинув в результаті смертельного осколкового поранення в бою з російськими окупантами поблизу населеного пункту на півдні України. В бою він, особисто, застосував ПТРК «Джавелін» та ППКР «NLAW», якими знищив дві ворожі БМД та чимало живої сили противника. |
| 122  | Гурняк Володимир Ярославович              | Старший солдат                                           | 1 травня 2022    | Загинув при виконанні бойового завдання поблизу міста Святогірськ, Донецької області. |
| 123  | Малевський Олександр Вікторович «Берсерк» | Старший сержант                                          | 1 травня 2022    | Загинув під час виконання бойового завдання поблизу м. Святогірськ Донецької обл. |
| 124  | Блажко Ярослав Олександрович              | Старший солдат                                           | 2 травня 2022    | Загинув від обстрілу бронетранспортера в якому він перебував системоб Град поблизу села Діброва Донецької області |
| 125  | Колганов Олександр Гарійович              | Головний сержант                                         | 7 травня 2022    | Загинув в боях поблизу м. Попасної від влучання у пікап, в якому він перебував. |
| 126  | Кашлей Сергій Володимирович               | Солдат                                                   | 19 травня 2022   | Загинув у боях з російськими окупантами (місце — не уточнено). |
| 127  | Власюк Марія Юріївна                      | Старший сержант                                          | 24 травня 2022   | Загинула, виконуючи бойове завдання біля селища Білогорівка Сєвєродонецького району Луганської області. |
|      | Гаврилов Антон Аркадійович                | 21 червня 1988, Сімферополь. Солдат.                     | 17 червня 2022   | . |
|      | Садовий Зіновій Миколайович               | 10 квітня 1974, с. Тучне. Солдат                         | 17 червня 2022   | |
|      | Тацюн Микола Васильович                   | 18 грудня 1997, 24 роки. Старший солдат                  | 19 червня 2022   | [ 27 ] |
|      | Бойко Володимир Васильович                | 28 липня 1994, Івашківці. Солдат                         | 19 червня 2022   | Загинув поблизу с. Богородичне на Донеччині. |
|      | Міхеєв Михайло Дмитрович                  | 21 травня 1997, Львів. Солдат                            | 26 червня 2022   | Загинув на Донбасі. Похований 30 червня 2022 року на Личаківському цвинтарі. |
|      | Калин Андрій Степанович                   | 25 листопада 1982, с. Клузів. Солдат                     | 26 червня 2022   | Загинув у селі Підлісне Луганської області під час мінометно-ракетного обстрілу. Похований 30 червня 2022 року на Алеї слави у селі Клузів поблизу Івано-Франківська. Нагороджений орденом «За мужність» III ступеня (посмертно).                                |
|      | Панас Петро Степанович                    | 19 лютого 1974, мешканець с. Братковичі. Старший солдат. | 29 червня 2022   | Загинув поблизу м. Сіверська Донецької області. |
| 128  | Кулигін Микола Геннадійович               | Бойовий медик                                            | 8 липня 2022     | поблизу населеного пункту Званівка Бахмутського району Донецької області |
| 129  | Погорільчук Олександр Сергійович          | Старший солдат                                           | 17 липня 2022    | Загинув у бою з російськими окупантами в Донецькій області. |
| 130  | Асадов Андрій Романович                   | Сержант медичної служби                                  | 18 липня 2022    | Загинув виконуючи бойове завдання в селі Спірне, Донецька область. |
| 131  | Жеребецький Тарас Петрович                | старший сержант                                          | 18 липня 2022    | Загинув поблизу м. Лисичанська від вибуху ворожої міни, коли витягав поранених. |
| 132  | Волгін В'ячеслав («Батюшка»)              |                                                          | 19 вересня 2022  | Загинув біля села Оскіл на Харківщині. |
| 133  | Целуйко Нікіта Сергійович                 | Kомандир взводу зв'язку 1 десантно-штурмового батальйону | 19 вересня 2022  | Загинув під час виконання бойового завдання поблизу населеного пункту Оскіл, Ізюмського району Харківської області. |
| 134  | Лонський Владислав Олегович («Страйк»)    | Капітан                                                  | 20 вересня 2022  | |
| 135  | Грошов Сергій Леонідович                  | Cтарший сержант                                          | 21 вересня 2022  | Брав участь у боях під Ізюмом. Там отримав важке осколкове поранення в голову та вправ у кому. Помер в лікарні. |
| 136  | Ушков Віктор Валерійович                  | Молодший сержант                                         | 21 вересня 2022  | Загинув під час боїв з російськими окупантами за Харківську область. |
| 137  | Литвин Мирослав Орестович                 |                                                          | 23 вересня 2022  | [ 43 ] [ 44 ] |
| 138  | Матвіяс Роман Романович                   |                                                          | 23 вересня 2022  | Загинув біля села Вовчий Яр на Донеччині. |
| 139  | Ковальський Іван Михайлович               |                                                          | 23 вересня 2022  | Загинув під час підриву транспортного засобу. У машині перебувало семеро українських захисників. П‘ятеро загинуло, ще двоє отримали поранення. |
| 140  | Мовчан Євген Володимирович                | Стрілець номер обслуги десантно-штурмового батальйону    | 23 вересня 2022  | Загинув у Донецькій області, виконуючи бойове завдання із захисту України. |
| 141  | Осінцев Сергій Олегович («Кракен»)        |                                                          | 24 вересня 2022  | Загинув у бою з російськими окупантами в районі села Піски-Радьківські на Харківщині |
| 142  | Прищепа Дмитро Петрович                   |                                                          | 24 вересня 2022  | Загинув у бою з російськими окупантами в районі села Піски-Радьківські на Харківщині |
| 143  | Гудзенко Михайло Романович («Удар»)       |                                                          | 26 вересня 2022  | Загинув біля села Ізюмське на Харківщині. |
| 144  | Колядинський Сергій Олегович              |                                                          | 26 вересня 2022  | Загинув поблизу села Піски-Радьківські на Харківщині. |
| 146  | Петрик Андрій Вячеславович                | Солдат                                                   | 25 жовтня 2022   | Загинув у Луганській області |
| 147  | Новак Денис Олегович                      | Солдат                                                   | 8 листопада 2022 | Помер у київській міській клінічній лікарні швидкої медичної допомоги після підриву на міні в районі Сватового Луганської області. |

### 2023
| п/п | Прізвище, ім'я, по батькові           | Військове звання | Дата загибелі     | Опис |
| --- | ------------------------------------- | --- | ----------------- | --- |
|     | Жук Владислав Валерійович («Халк»)    | | 3 січня 2023      | Загинув у бою з окупантами поблизу села Терни на Донеччині. |
|     | Свінціцький Віталій Казимирович       | Солдат | 25 січня 2023     | Загинув під час виконання бойового завдання. Прощання із військовим відбулося 29 січня у Львівській катедрі. Похорон відбувся 30 січня, похований на Личаківському кладовищі. |
|     | Сохович Мар'ян                        | Солдат | 30 січня 2023     | Загинув під час виконання бойового завдання в селі Іванівське Донецької області. Вісім місяців захисник вважався зниклим безвісти.                                            |
|     | Луканюк Андрій Валерійович            | Майор | 6 березня 2023    | Загинув під час виконання бойового завдання в населеному пункті Часів Яр. |
|     | Ханащак Микола Іванович               | Солдат | 23 березня 2023   | Загинув поблизу Бахмута. |
|     | Крук Максим Олександрович             | Молодший сержант | 1 квітня 2023     | Загинув під час виконання військового обов'язку поблизу населеного пункту Ступочки Донецької області.                                                                         |
|     | Якимчук Сергій Вікторович             | Солдат | 2 квітня 2023     | Загинув на Бахмутському напрямку під час виконання бойового завдання. |
|     | Бадзь Володимир                       | | 23 квітня 2023    | загинув біля села Іванівське Бахмутського району Донеччини. Виконуючи бойове завдання, отримав смертельні осколкові поранення внаслідок ворожого мінометного обстрілу.        |
|     | Маркович Олег Ігорович                | Молодший сержант | 28 квітня 2023    | поблизу населеного пункту Іванівське Бахмутського району Донецької області |
|     | Ткаченко Андрій Іванович              | Солдат | 1 травня 2023     | поблизу населеного пункту Іванівське Бахмутського району Донецької області |
|     | Олєйніков Сергій                      | | 11 травня 2023    | загинув біля села Іванівське Бахмутського району Донеччини. При виконанні бойового завдання отримав осколкові поранення внаслідок ворожого обстрілу.                          |
|     | Лазор Євген Зорянович                 | Штаб-сержант | 23 травня 2023    | [ 61 ] |
|     | Яцків Назар                           | | 26 травня 2023    | [ 62 ] |
|     | Кондратенко Сергій Геннадійович       | | 26 травня 2023    | [ 63 ] |
|     | Рибачок Тарас Володимирович           | розвідник-навідник | 28 травня 2023    | в районі н. п. Іванівське Бахмутського району Донецької області |
|     | Мацько Дмитро Миколайович             | Солдат. Водій 2-го розвідувального взводу розвідувальної роти | 28 травня 2023    | Загинув у Донецької області |
|     | Костів Юрій Степанович                | | 28 травня 2023    | [ 66 ] |
|     | Рябуха Тарас Михайлович               | | 28 травня 2023    | |
|     | Борущак Роман Ігорович                | Старший солдат. | 11 липня 2023     | Загинув поблизу н. п. Іванівське Бахмутського району Донецької області. |
|     | Рицький Олександр                     | Старший солдат. Командир 1-го протитанкового відділення взводу вогневої підтримки 1-ї десантно-штурмової роти                                                                                             | 24 липня 2023     | Загинув у Донецької області |
|     | Шевцов Сергій Васильович              | командир 4 -го десантно-штурмового відділення,2-го десантно-штурмового батальйону | 24 липня 2023     | поблизу населеного пункту Біла Гора Бахмутського району Донецької області |
|     | Горбачевський Василь Володимирович    | Навідник 1 десантно-штурмового відділення 1 десантно- штурмового взводу 5 десантно — штурмової роти 2 десантно- штурмового батальйону                                                                     | 24 серпня 2023    | поблизу населеного пункту Іванівське Донецької області |
|     | Слободенюк Сергій Миколайович         | Солдат, навідник 1 десантно-штурмового відділення, 1 десантно-штурмового взводу, 8 десантно-штурмової роти, 2 десантно-штурмового батальйону                                                              | 31 серпня 2023    | Загинув поблизу Кліщіївки на Донеччині. |
|     | Білоград Сергій Сергійович («Білий»)  | 18 жовтня 1995, с. Самарка. Снайпер | 31 серпня 2023    | Загинув під час штурму біля села Кліщіївка |
|     | Чорний Василь Романович               | 10 січня 2000, с. Лугове | 5 вересня 2023    | Загинув у бою з окупантами поблизу села Біла Гора Краматорського району Донецької області.                                                                                    |
|     | Николин Іван Миронович                | 23 липня 1987, с. Кам'яне | 5 вересня 2023    | Загинув поблизу населеного пункту Мала Токмачка Пологівського району Запорізької області.                                                                                     |
|     | Мара Ігор Петрович                    | 25 травня 1991, с. Охрамієвичі | 8 вересня 2023    | Загинув 8 вересня 2023 року під час виконання бойового завдання на Запоріжжі.                                                                                                 |
|     | Зоць Олександр Михайлович             | 17 липня 1995, Ічнянська міська рада | 9 вересня 2023    | Загинув поблизу населеного пункту Кліщіївка, Бахмутського району Донецької області                                                                                            |
|     | Чура Максим Віталійович               | 2000, м. Покровськ Донецької області. Служив стрільцем-помічником гранатометника 2 десантно-штурмового відділення 3 десантно-штурмового взводу 1 десантно-штурмової роти 1 десантно-штурмового батальйону | 22 вересня 2023   | Загинув поблизу населеного пункту Кліщіївка, Бахмутського району Донецької області                                                                                            |
|     | Васюк Роман Миколайович               | 1985, с. Зірне. Солдат | 24 вересня 2023   | Загинув у Донецькій області. |
|     | Чучак Роман Володимирович             | Молодший сержант | 17 жовтня 2023    | Загинув в ході виконання бойового завдання поблизу міста Бахмут. |
|     | Дерев'янченко Владислав Олександрович | Солдат | 19 жовтня 2023    | Загинув під час виконання бойового завдання біля населеного пункту Пречистівка, Волноваського району, Донецької області.                                                      |
|     | Логащук Роман                         | Старший солдат | 11 листопада 2023 | Загинув у Донецькій області |
|     | Дикуша Віктор Олександрович           | Солдат | 30 грудня 2023    | Загинув поблизу населеного пункту Кліщіївка Бахмутського району Донецької області.                                                                                            |

### 2024
- 17 січня 2024 — Абрамович Олександр Олександрович, старший лейтенант, командир аеромобільного взводу. Загинув в районі н.п. Кліщіївка Донецької області.[80][81]
- 18 січня 2024 — Дубок Дмитро Миколайович, старший сержант.[82]
- 19 січня 2024 — Мацега Іван, 24 листопада 1974, м. Львів.[83]
- 7 травня 2024 — Сотник Антон.[84]
- 16 травня 2024 — Закорецька Катерина Володимирівна. Загинула у Харківській області внаслідок ракетного удару.[85][86]
- 19 травня 2024 — Кузнєцов Євгеній («Студент»).[87]
- 25 травня 2024 — Кіт Максим.[88]
- 27 травня 2024 — Бартман Тарас.[89]
- 30 травня 2024 — Гомзяк Роман Петрович, молодший сержант. Загинув на Харківському напрямку, у с. Симинівка Чугуївського району.[90]

- 4 червня 2024 — Клічук Олексій Михайлович, 30 березня 1999, с. Савчуки Рівненська область. Загинув на Донеччині.[91]
- 20 липня 2024 — Вільчинський Андрій, молодший сержант. Загинув в місті Барвінкове Ізюмського району Харківської області.[92]
- 30 липня 2024  - Шилюк Дмитро Іванович, 32 роки. Солдат, старший стрілець 4-го десантно-штурмового відділення 3 десантно-штурмового взводу 4 десантно-штурмової роти 1 десантно-штурмового батальйону. Загинув в районі н.п. Климентове Охтирського району Сумської області[93].
- 6 серпня 2024 — Бричко Володимир, 38 років. Загинув в бою поблизу населеного пункту Юнаківка Сумської області.[94]
- 7 серпня 2024 — Боярчук Денис Сергійович («Бариста»). 1987, м. Моршин. Загинув поблизу населеного пункту Юнаківка Сумського району Сумської області.[95][96]
- 7 серпня 2024 — Денисюк Віталій Ігорович, 37 років, м. Броди. Помер від отриманих поранень на Сумщині.[97]
- 11 серпня 2024-Сліпець Вадим Сергійович 33 років. м. Харків.Загинув поблизу населеного пункту Мартинівка Суджанського району Курської області.
- 13 серпня 2024 — Вербицький Андрій, 29 вересня 1984, м. Львів.[98]
- 14 серпня 2024 — Янченко Юрій, 40 років, м. Золочів. Загинув поблизу населеного пункту Руське Порічне Курської області.[99]
- 15 серпня 2024 — Швець Михайло. Загинув поблизу населеного Руське Порічне (Суджанського району) Курської області.[100]
- 17 серпня 2024 — Гулько Ярослав В'ячеславович, солдат.[101]
- 26 серпня 2024 — Конюк Едуард Сергійович. Загинув поблизу Черкаського Порічного Суджанського району Курської області.[102]
- 31 серпня 2024 — Гуцал Роман. 16 квітня 1994, м. Львів.[103]
- 21 грудня 2024 — Павленко Сергій Васильович.  14 травня 2002, м. Дунаївці.[104]
- 31 грудня 2024 — Сабадаш Тарас Іванович. 2 квітня 1976, м. Львів.[105]

### 2025
- 20 січня 2025 — Ікавчук Володимир Миколайович, молодший сержант.[106]